# جون بلاشفورد سنيل
جون بلاشفورد سنيل (بالإنجليزية: John Blashford-Snell)‏ هو ضابط سابق في الجيش البريطاني ومستكشف ومؤلف.